# Albert Bredow
Pour les articles homonymes, voir Famille von Bredow et Bredow (homonymie).
Albert Bredow (en russe Альберт Бредов) (10 septembre 1827 à Garnsee - 23 avril 1899 à Charlottenburg ) est un peintre paysagiste, lithographe et scénographe allemand qui est connu pour l'essentiel de son œuvre en Russie comme décorateur des théâtres impériaux de Moscou (1856-1862) et de Saint-Pétersbourg (1860-1871), mais aussi pour ses peintures de paysages. 

## Biographie
Albert Bredow fait partie de l'aristocratie allemande et la famille von Bredow comporte de nombreux homonymes célèbres. Il est originaire de la Prusse Occidentale comme l'essentiel de la famille Bredow, d'une petite ville Garnsee qui s'appelle aujourd'hui Gardeja et est située en Pologne. Compte tenu des bouleversements qu'ont connu ces territoires, l'accès à son acte de naissance est des plus difficiles et les éléments importants de sa vie sont inconnus avant son arrivée en Lettonie puis en Russie. 
Albert Eduard Bredow est le fils d'Eduard Bredow, qui était directeur de théâtre, et de Laura Éléonore Nowack.
Il est connu pour ses peintures de paysages éthérés (des paysages allemands, lettons et russes) qui ont peut-être été un passe-temps qu'il a poursuivi plus intensément plus tard dans la vie puisqu'il a été activement employé au théâtre pendant ses années de travail. Son style de peinture de paysage a dû produire des décors étonnants pour les décors qu'il a conçus.
De 1852 à 1855, il travaille à Riga comme décorateur de théâtre.
En 1856, il se rend à Moscou à l'invitation de la Direction de Théâtres Impériaux. Il y travaille de 1856 à 1862 comme décorateur. Il conçut des spectacles au Théâtre Bolchoï de Moscou : le ballet Le Corsaire (1858), l'opéra La Traviata (1858), l'opéra Rusalka (1859) et d'autres. Au Théâtre Mariinsky : l'opéra Une vie pour le tsar (1860), etc. Il a également conçu de nombreuses productions bien connues au Théâtre Bolchoï de Moscou (le ballet La Sylphide), au Théâtre Mariinsky (les opéras Ruslan et Lyudmila, Une vie pour le tsar).
En 1860 et jusqu'à 1871, Albert Bredow est à Saint Petersburg comme décorateur des théâtres impériaux de la ville. 
En 1863, les illustrations de ses décors pour l'opéra de Glinka Une vie pour le tsar sont jugées suffisamment dignes d'être publiées sous forme d'album. En 1868, il commence ses études à l'Académie impériale des beaux-arts de Pétersbourg. Aux expositions d'art de l'Académie, il expose ses paysages d'Allemagne et de Russie. Il y reste jusqu'en 1871.
Les dessins des décors de théâtre d'Albert Bredow font partie de la collection du musée du théâtre Bachruschin de Moscou.
Il quitte la Russie pour gagner Vienne en Autriche. Il réalise les décors du Theater an der Wien pour le nouvel opéra : L'Ombre de Friedrich von Flotow  (1812-1883) Adolphe de Leuven  (1800-1884) et Henri de Saint-Georges  (1799-1875), Sa traduction allemande Sein Schatten est créée le 10 novembre 1871 à Vienne.
Il réalisera également les nouveaux décors du théâtre de la ville de Halle
Les tableaux de la fin de sa vie, expriment son romantisme, son amour du fantastique et des contes de fées.
Âgé de 59 ans, il épouse Marie Margarethe Grossmann, le 1er octobre 1886 à Charlottenburg.
Il est le père d'Albert Ernst Bredow (17 décembre 1886 à Berlin - 27 avril 1905 à Hambourg) d'Alice Bredow (19 février 1893) qui épousa Jakow Trachtenberg, à Berlin, en 1930.
Il décède à Charlottenburg le 23 avril 1899 à l'âge de 71 ans.

## Patrimoine artistique
Certaines esquisses des décors de Bredow sont conservées dans la collection du Musée du Théâtre de Moscou . Au total, selon le site Internet du Catalogue d'État du Fonds des musées de Russie, plus de 80 œuvres d'Albert Bredow sont conservées dans les musées russes , la plupart d'entre elles se trouvent au Musée du théâtre de Moscou . Un certain nombre d'œuvres sont conservées dans des collections privées européennes (principalement allemandes). Les œuvres de chevalet de Bredow sont presque identiques dans le style aux croquis de ses paysages.

## Galerie

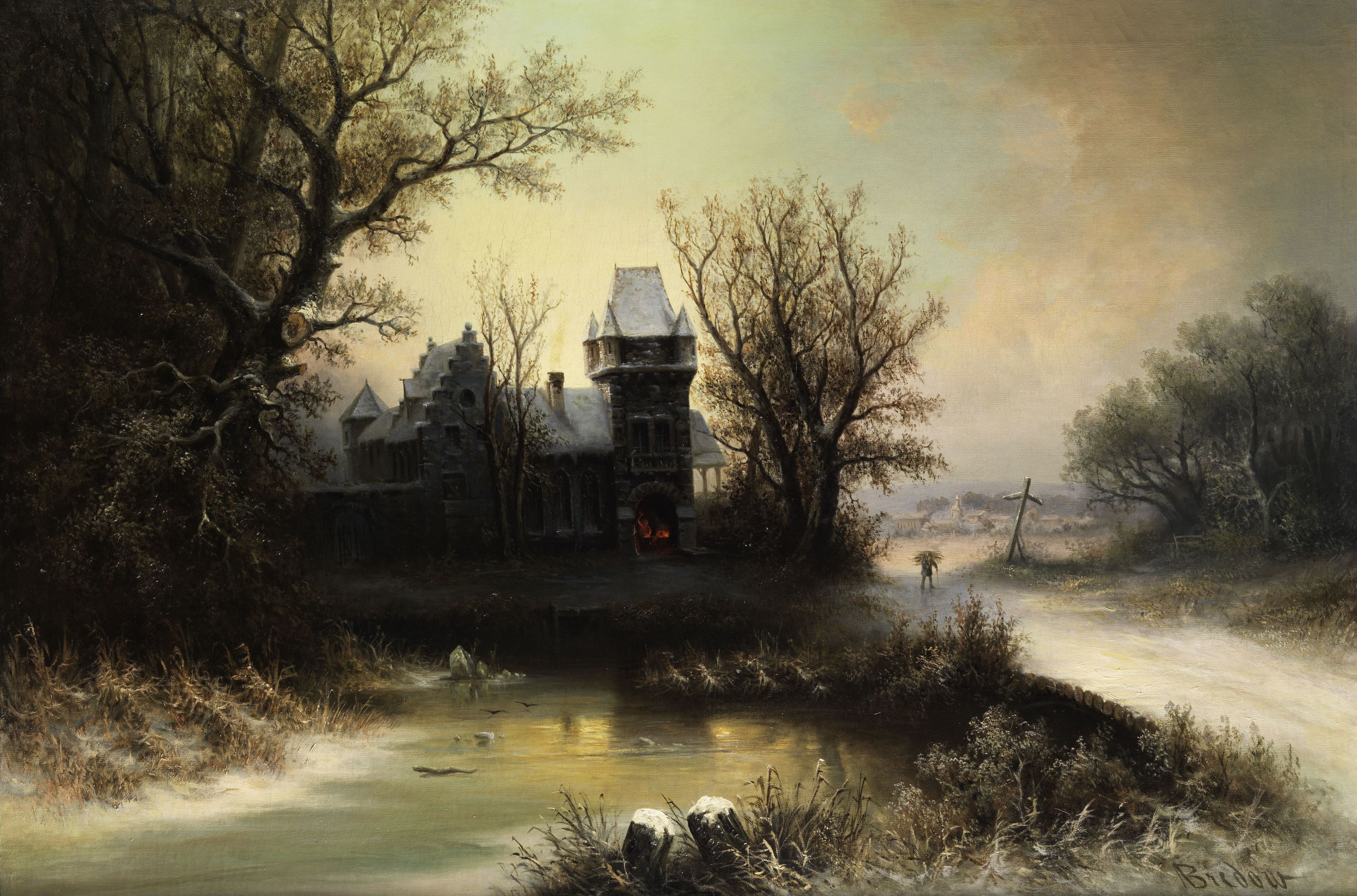
Paysage d'hiver romantique avec un château gothique. Collection privée.
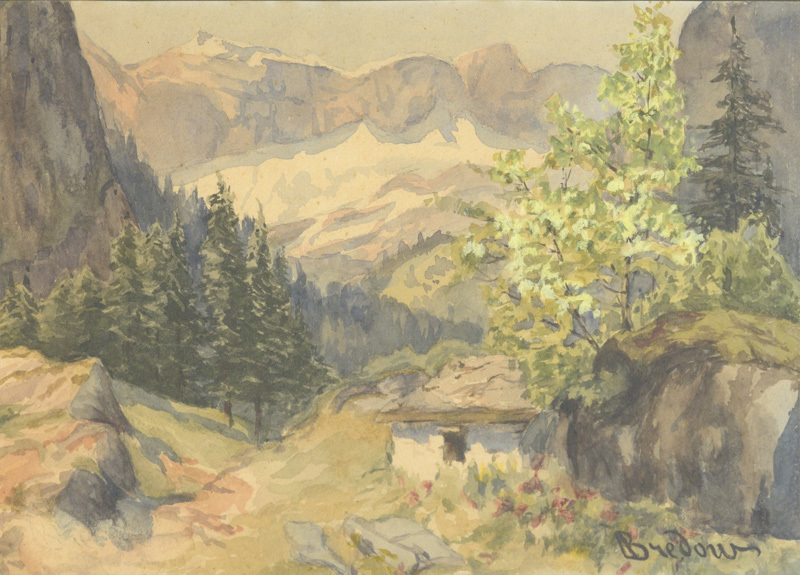
Paysage de montagne (aquarelle).
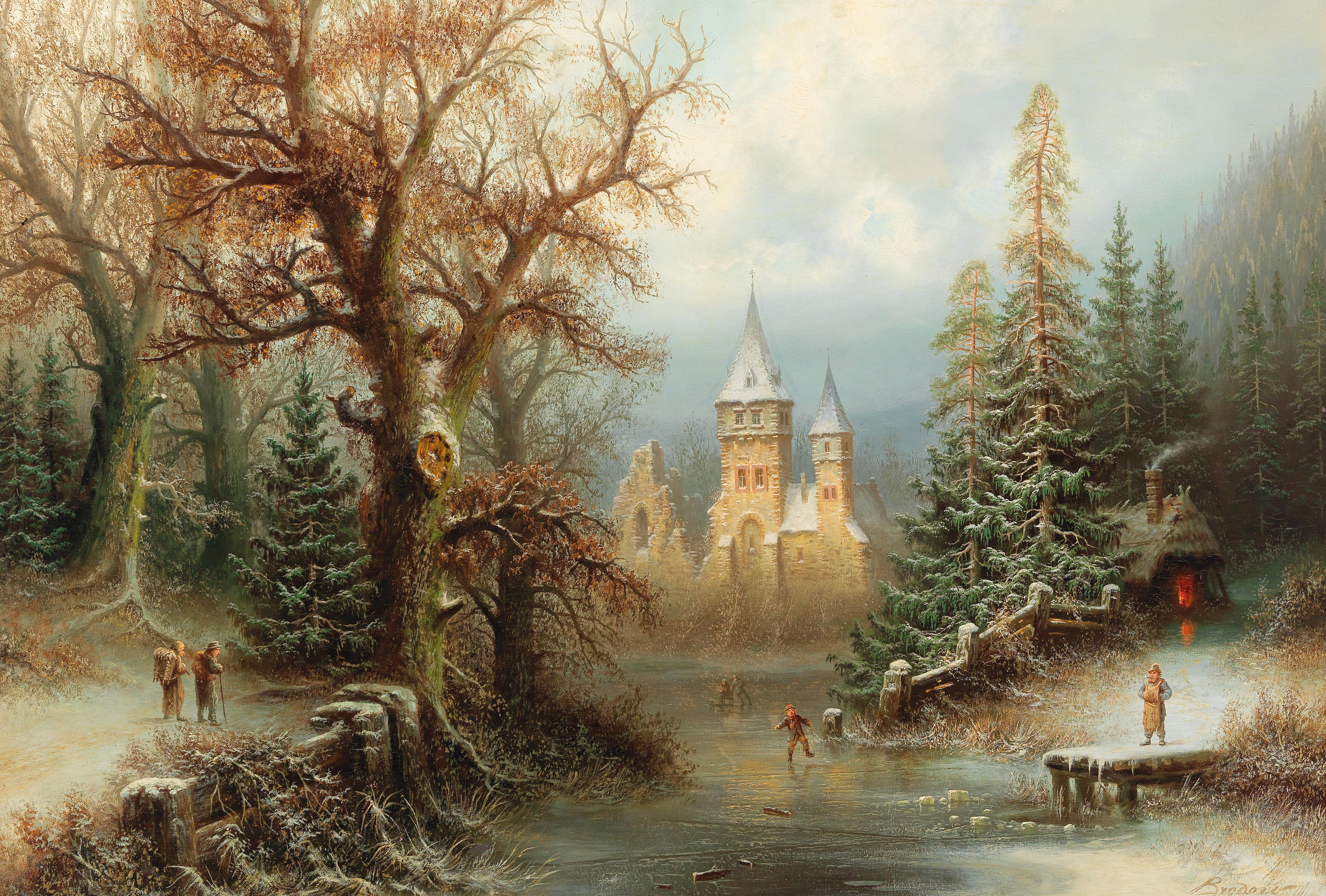
Paysage d'hiver avec patinage sur glace. Collection privée.
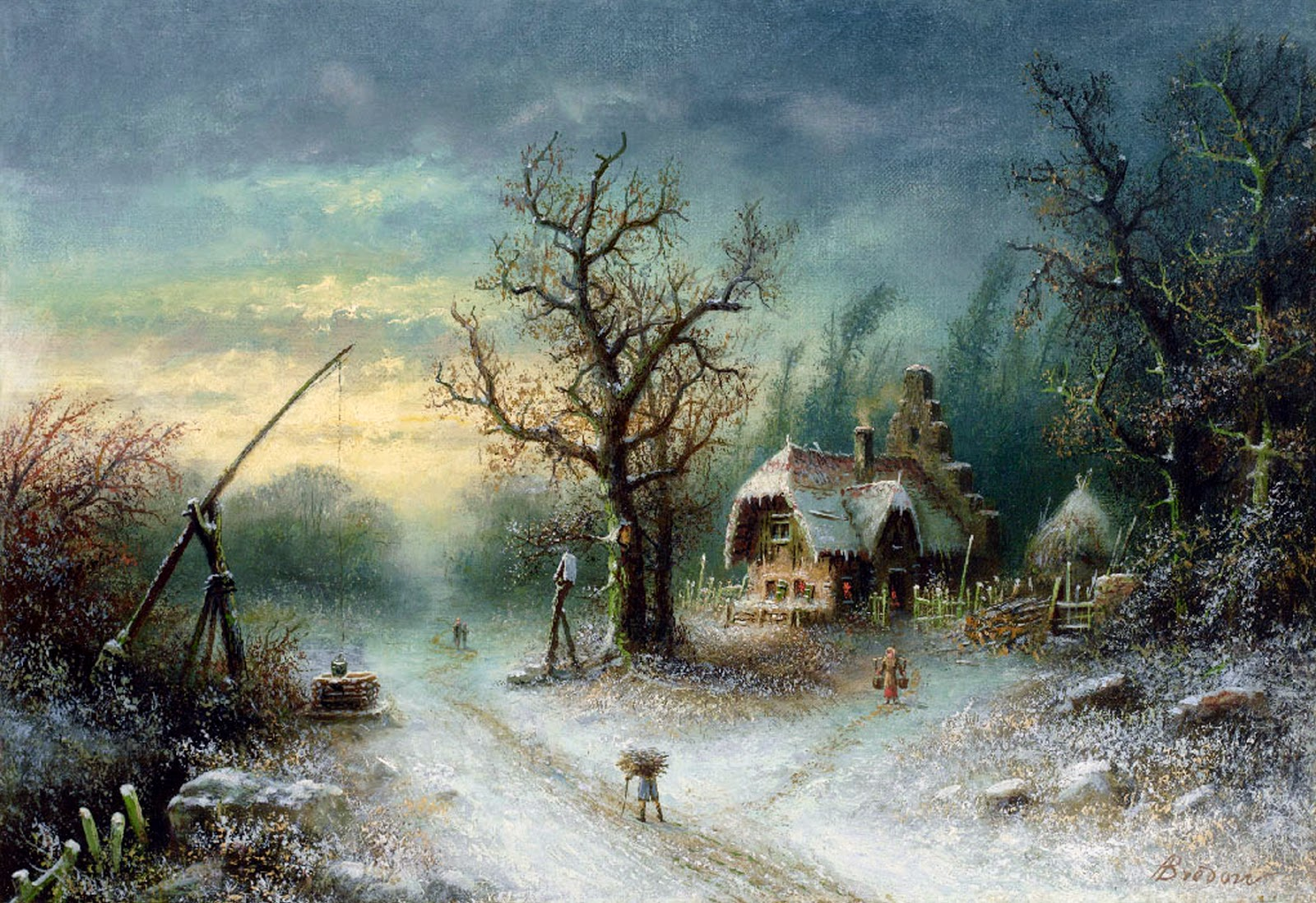
Paysage d'hiver. Musée d'art estonien.
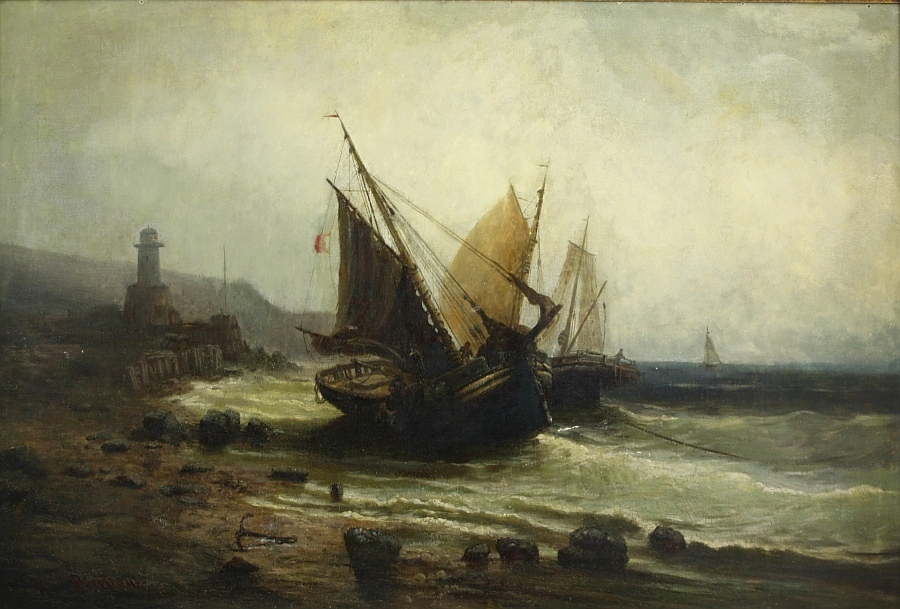
Au phare. Collection privée.
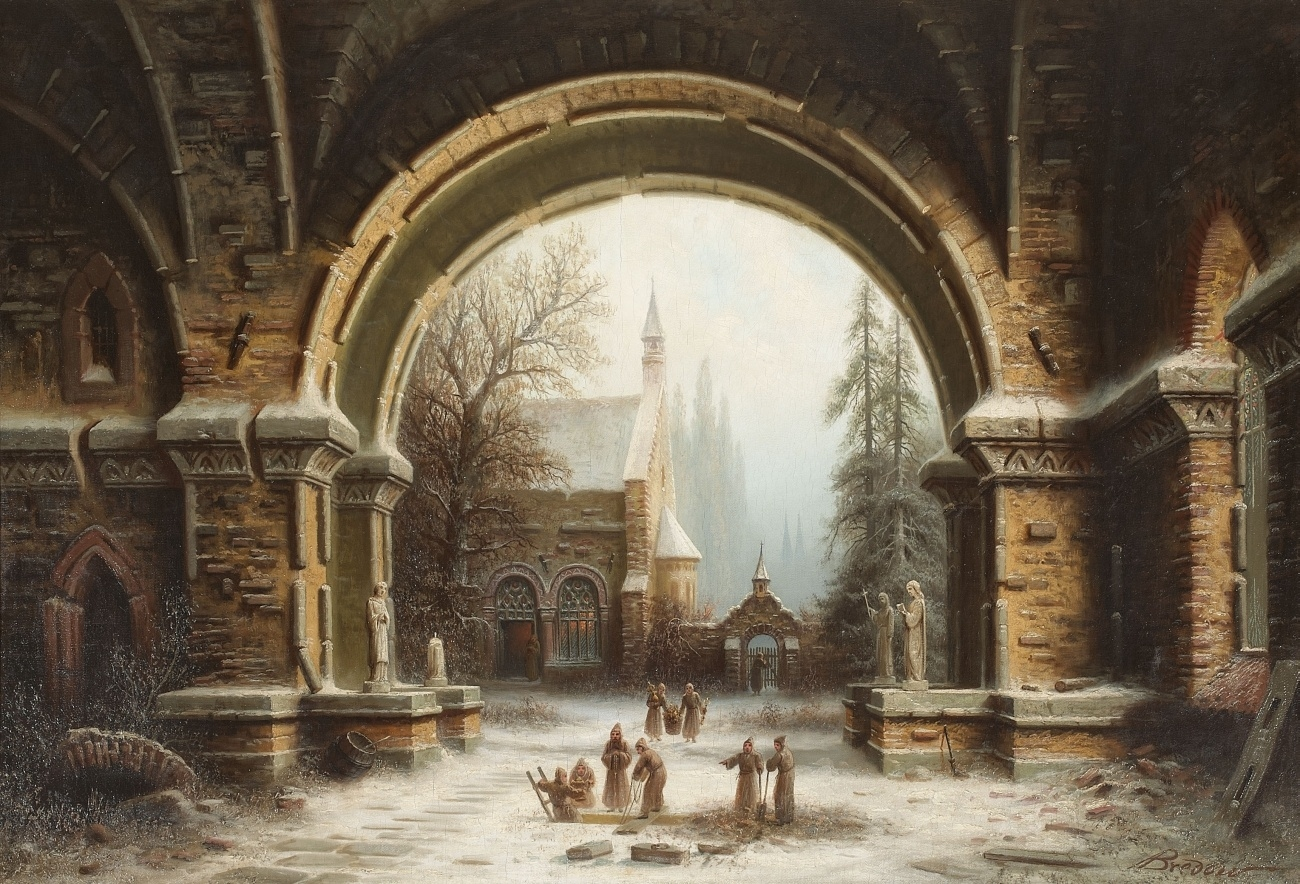
Cour du monastère en hiver. Collection privée.
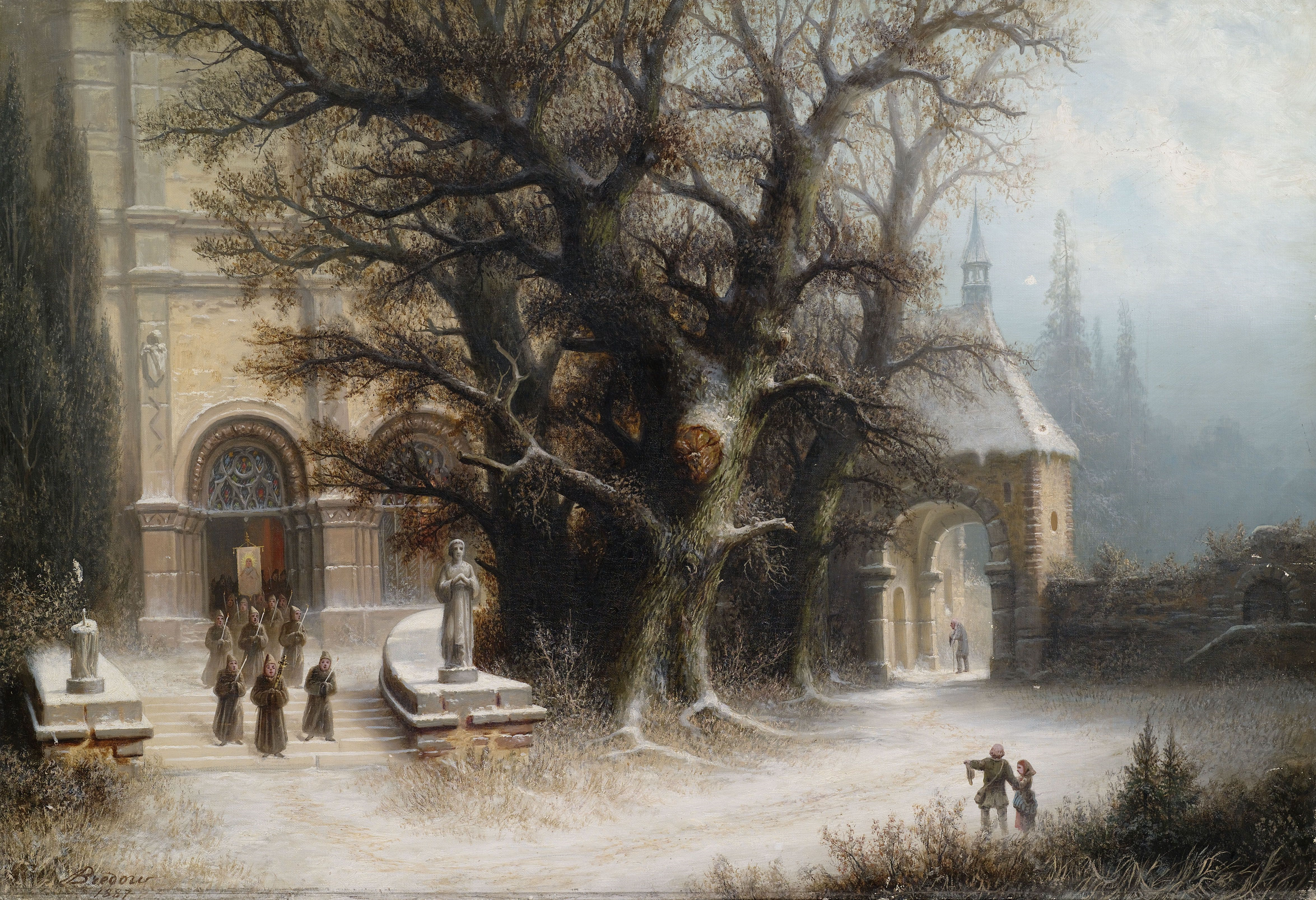
Procession dans la cour enneigée du monastère. Collection privée.
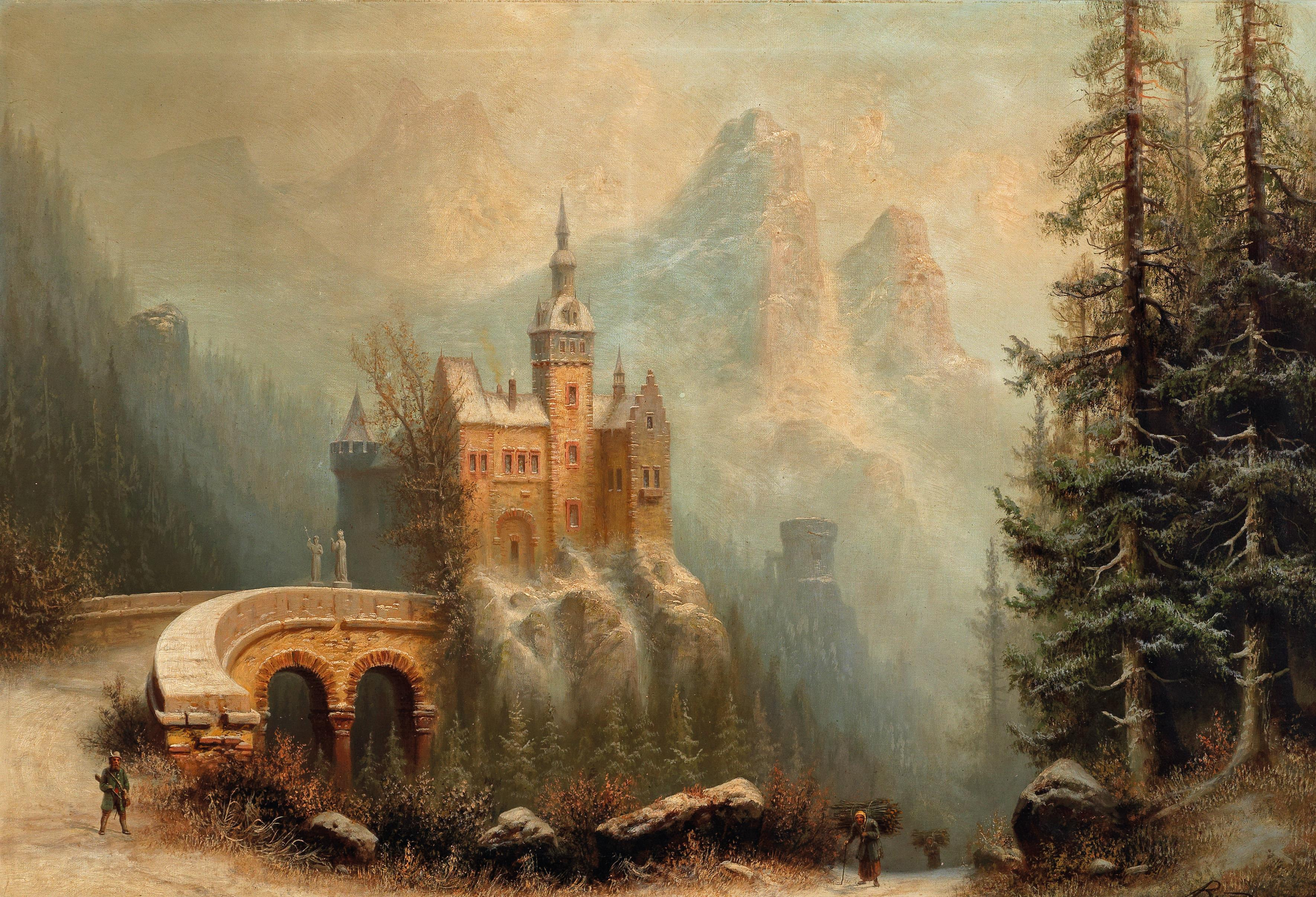
Paysage d'hiver avec un château sur une montagne. Collection privée.
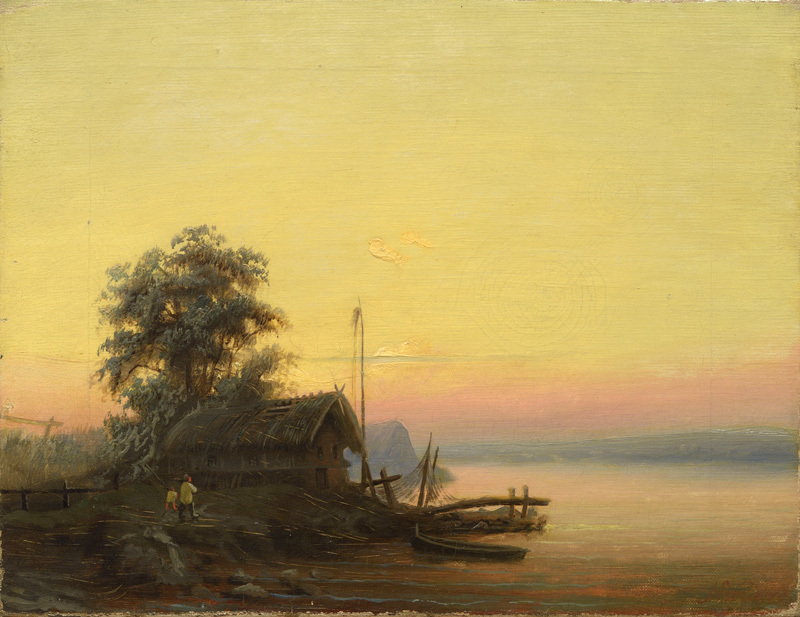
Paysage côtier avec cabanes. Musée d'art estonien.

## Littérature
- Bredow Albert [1828 - 23.4(5.5).1899] // Ballet russe : encyclopédie / Éd. E.P. Belova. - Moscou : Grande Encyclopédie Russe ; Consentement, 1997. - 632 p. : tsv.il. - 10000 exemplaires. —  (ISBN 5-85270-099-1)
- B M Krasovskaya : théâtre de ballet russe depuis son origine jusqu'au milieu du XIXe siècle. Art, Moscou, 1958. Tome 2.